# Handicap en Afrique du Sud
L'Afrique du Sud ratifie la Convention relative aux droits des personnes handicapées (CDPH) de 2006 sur la jouissance des droits de l'homme par des personnes handicapées.
La place des personnes handicapées dans la société sud-africaine connaît de grandes disparités, des inégalités socio-économiques persistantes et par l’empreinte de l’apartheid.

## Statistiques
D'après un rapport de Statistics South Africa publié en 2014 et fondé sur le recensement de 2011, 7,5 % de la population du pays est considérée comme en situation de handicap. 
La province qui compte la plus forte proportion de personnes vivant avec un handicap est l’État libre, où 11,1 % de la population est concernée. Elle est suivie du Cap-Nord avec 11 %, du Nord-Ouest avec 10 %, du Cap-Oriental avec 9,6 %, du KwaZulu-Natal avec 8,4 %, du Mpumalanga avec 7 %, du Limpopo avec 6 %, du Cap-Occidental avec 5,4 % et enfin du Gauteng avec 5,3 %.  
Dans sa présentation, le statisticien général, Pali Lehohla, explique que l’exploitation minière peut contribuer à la forte prévalence du handicap dans l’État libre, le Cap-Nord, le Nord-Ouest et le Cap-Oriental. Il souligne qu’un nombre important de mineurs sud-africains viennent de ces provinces. 

## Législation et politique gouvernementale
L’Afrique du Sud est partie à la Convention des Nations Unies relative aux droits des personnes handicapées (CDPH) ainsi qu’au Protocole facultatif y afférent, qu’elle signe le 30 mars 2007 et ratifie le 30 novembre 2007,. 
Le chapitre deux de la Constitution nationale, intitulé « Déclaration des droits », interdit explicitement toute discrimination injuste fondée sur le handicap ou l’état de santé.
Le livre blanc de 1997 sur la Stratégie nationale intégrée en matière de handicap (INDS) définit diverses orientations politiques adoptées par le gouvernement en matière de handicap[source secondaire souhaitée]. 
Entre 2009 et 2014, un ministère et un département des femmes, des enfants et des personnes handicapées sont mis en place. En 2014, lorsque le ministère et le département sont supprimés, la responsabilité des questions liées au handicap est transférée au ministère du Développement social, une décision qui suscite des critiques de la part des organisations de personnes handicapées.[réf. nécessaire]
Disabled People South Africa (DPSA) organise une marche de 150 personnes  pour protester contre la décision du gouvernement de dissoudre le département. Olwethu Sipuka, porte-parole du DPSA, affirme que, selon les personnes handicapées du monde entier, la décision de dissoudre le département fait reculer de dix pas les droits des personnes handicapées en Afrique du Sud. 
Le Livre blanc de 2015 du ministère du Développement social sur les droits des personnes handicapées met à jour et complète l’INDS de 1997 en intégrant les dispositions de la CDPH et de son Protocole facultatif.[réf. nécessaire]

## Situation sociale
L’Afrique du Sud compte un large éventail d’organisations de défense des droits et d’entraide. Elles vont de l’organisation ouvertement politique Disabled People South Africa, affiliée au parti au pouvoir, le Congrès national africain, à des organisations nationales spécialisées comme l’Association QuadPara d’Afrique du Sud  ainsi qu’à des groupes d’entraide locaux qui défendent les intérêts de leurs membres.  
Maria Rantho (1953-2002), ancienne présidente de Disabled People South Africa, est la première utilisatrice de fauteuil roulant élue à l’Assemblée nationale d’Afrique du Sud. 
En 2014, le Réseau d’action communautaire sud-africain met en place une ligne d’assistance téléphonique pour signaler les véhicules stationnant illégalement dans les places réservées aux personnes handicapées, sans afficher de permis de stationnement pour personnes handicapées. 
Les Sud-Africains en situation de handicap sont beaucoup plus susceptibles d’être au chômage que la moyenne. Une étude publiée en 2014 par le Centre pour le développement social en Afrique (CSDA) de l’Université de Johannesburg montre que 68 % des Sud-Africains handicapés en âge de travailler n’ont jamais tenté de chercher un emploi. 
Le ministère du Développement social offre aux résidents admissibles un soutien financier sous forme de subventions pour personnes handicapées, délivrées par l’Agence sud-africaine de sécurité sociale. 
L’étude CSDA de 2014 révèle que seulement 10 % des personnes handicapées en Afrique du Sud bénéficient de la subvention. Une étude de 2010 publiée par l’Université de Johannesburg montre que 61 % des personnes handicapées vivant dans les huit quartiers les plus pauvres de Johannesburg n’ont pas accès à la subvention d’invalidité de l’État, notamment parce qu’elles ignorent son existence.

## Éducation
Avec l’abolition de l’apartheid, la politique évolue en faveur de l’éducation inclusive, visant à ce que la majorité des enfants handicapés fréquentent les mêmes écoles que leurs pairs non handicapés.Cependant, le processus d’adaptation des écoles en termes d’accessibilité physique, d’équipement et de personnel pour accueillir ces élèves progresse très lentement,,,,. 
L’étude CSDA de 2014 révèle que la proportion de personnes handicapées en Afrique du Sud titulaires d’un diplôme universitaire passe de 0,3 % en 2002 à entre 1 % et 2 % en 2014.

## Sport

### Jeux paralympiques
L’équipe paralympique sud-africaine termine systématiquement dans la première moitié du classement des médailles à chaque Jeux paralympiques d’été depuis la réadmission du pays après la fin de l’apartheid. Lors de leur réadmission aux Jeux paralympiques d’été de 1992 à Barcelone, l’équipe se classe 27e au classement des médailles ; en 2008, elle atteint la sixième place, sa meilleure performance à ce jour. 
Parmi les athlètes paralympiques sud-africains notables, on compte :
- Oscar Pistorius (sprint)
- Natalie du Toit (natation)
- Ernst van Dyk (course en fauteuil roulant et cyclisme à main (détenteur actuel du record de dix victoires au marathon de Boston) [21]
- Kgothasso Montjane (tennis en fauteuil roulant)

### Jeux olympiques des sourds
L’Afrique du Sud participe régulièrement aux Deaflympics depuis 1993. Le nageur sourd et médaillé d’argent olympique Terence Parkin remporte le plus grand nombre de médailles de l’histoire des Deaflympics, avec un total de 33. 

### Autres sports
L’équipe nationale sud-africaine de cricket pour aveugles remporte la première Coupe du monde de cricket pour aveugles en 1998, en battant le Pakistan en finale. 

## Note et Références